# Сассер, Джим
Джим Сассер (англ. Jim Sasser), полное имя Джеймс Ральф Сассер (англ. James Ralph Sasser; 30 сентября 1936, Мемфис, Теннесси — 10 сентября 2024, Чапел-Хилл, Северная Каролина), — американский юрист, политик и дипломат, сенатор США от Теннесси (1977—1995), председатель Комитета Сената США по бюджету (1989—1995), посол США в Китае (1996—1999).

## Биография

### Детство и юность. Юридическая практика
Джим Сассер родился 30 сентября 1936 года в Мемфисе (штат Теннесси), в семье Джозефа Ральфа Сассера (Joseph Ralph Sasser) и Мэри Нелл Грей Сассер (Mary Nell Gray Sasser). После окончания школы Hillsboro High School в Нашвилле Сассер в 1954—1955 годах учился в Университете Теннесси, а затем — в Вандербильтском университете, где он в 1958 году получил степень бакалавра искусств (B.A.).
После этого Сассер продолжил обучение в школе права Вандербильтского университета, по окончании которой в 1961 году получил степень доктора юриспруденции (J.D.). В 1961—1977 годах Сассер занимался юридической практикой в нашвиллской фирме «Goodpasture, Carpenter, Woods and Sasser». В те же годы он начал заниматься политической деятельностью, в 1973—1976 годах был председателем демократической партии в штате Теннесси. В 1957—1963 годах Сассер находился в резерве Корпуса морской пехоты США. 
В 1962 году Сассер женился на Мэри Горман (Mary Gorman) из Луисвилла (штат Кентукки), с которой он познакомился во время учёбы в Вандербильтском университете. Впоследствии у них было двое детей — дочь Элизабет и сын Джеймс Грей.

### Сенатор США

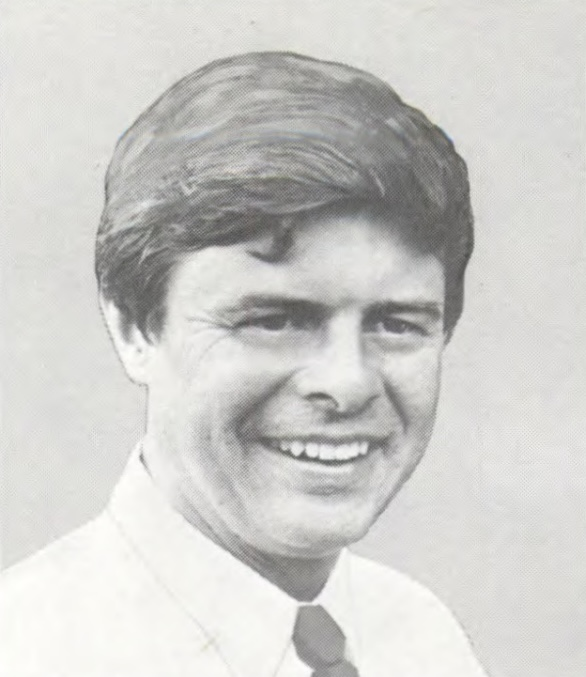
Сенатор Джим Сассер (фото 1977 года)

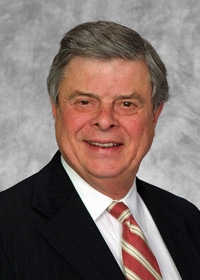
Джим Сассер — посол США в Китае

В 1976 году Джим Сассер решил побороться за пост сенатора США от Теннесси. Сначала он выиграл первичные выборы от демократической партии, где его основным соперником был Джон Джей Хукер (в голосовании, состоявшемся 5 августа 1976 года, Сассер набрал 44,22 % голосов, а Хукер — 31,00 %). На выборах в Сенат США, состоявшихся 2 ноября 1976 года, Сассер в упорной борьбе победил действующего сенатора, кандидата от республиканской партии Билла Брока (Сассер набрал 52,46 %, а Брок — 47,01 % голосов).
После этого Сассер ещё два раза побеждал на выборах в Сенат США, проходивших каждые шесть лет: в 1982 году он уверенно победил республиканца Робина Берда (61,93 % против 38,07 %), а в 1988 году — Билла Андерсона (66,09 % против 34,52 %).
В 1989—1995 годах Сассер был председателем сенатского комитета по бюджету. Будучи на этом посту, он сыграл ключевую роль в принятии в 1993 году пакета документов, связанных с уменьшением дефицита (англ. Deficit Reduction Package). Во время своей работы в Сенате США Сассер также работал председателем ряда сенатских подкомитетов. Помимо этого, в 1987—1995 годах он был членом правления Смитсоновского института, а в 1993—1995 годах — попечителем Исторической ассоциации имени сержанта Элвина Йорка (англ. Sgt. Alvin C. York Historical Association).
В то время многие рассматривали Сассера как будущего лидера большинства, если бы он остался в Сенате на четвёртый срок, однако на выборах в Сенат США, состоявшихся 8 ноября 1994 года, он уступил кандидату от республиканской партии Биллу Фристу (Сассер набрал 42,10 % голосов, а Фрист — 56,35 %). Таким образом, Сассер проработал сенатором США 18 лет, с 3 января 1977 года по 3 января 1995 года.

### Последующие годы. Посол США в Китае
В 1995 году Сассер работал сотрудником Института политики Школы управления имени Джона Ф. Кеннеди Гарвардского университета.
22 сентября 1995 года президент США Билл Клинтон объявил о намерении назначить Джима Сассера на пост чрезвычайного и полномочного посла США в Китае. 14 декабря 1995 года Сенат США подтвердил назначение Сассера. Он вручил верительные грамоты 14 февраля 1996 года и работал послом до 1 июля 1999 года. В этот период Сассеру удалось установить близкие рабочие отношения с председателем КНР Цзян Цзэминем и премьером Госсовета КНР Чжу Жунцзи, а также с некоторыми представителями более молодого поколения китайских лидеров. Сассер сопровождал Цзян Цзэминя и Чжу Жунцзи во время их визитов в США в 1997 и 1999 годах, а также участвовал в организации визита президента Клинтона в Китай в 1998 году, во время которого лидеры США и КНР договорились развивать стратегическое партнёрство. Комментируя работу Сассера в качестве посла США в Китае, Генри Киссиджер сказал: «Я никогда не встречал посла, который лучше или более увлечённо работал бы над китайско-американскими отношениями, чем посол Сассер».
После возвращения в США Сассер в течение года был приглашённым профессором в Университете Джорджа Вашингтона, а затем около десяти лет, находясь в Вашингтоне, работал бизнес-консультантом, сотрудничая с американскими и китайскими компаниями. После этого он вместе с семьёй переехал в Чапел-Хилл (штат Северная Каролина), где преподавал в Университете Северной Каролины. Джим Сассер скончался 10 сентября 2024 года в своём доме Чапел-Хилле.